# 다카마쓰노미야 전하기념 세계문화상
다카마쓰노미야 전하기념 세계문화상(일본어: 高松宮殿下記念世界文化賞 다카마쓰노미야덴카키넨세카이분카쇼[*], Praemium Imperiale)은 1988년에 재단법인 일본 미술 협회가 전 총재 다카마쓰노미야 노부히토의 "세계 문화 예술의 보급 향상에 널리 기여하고 싶다"는 뜻을 이어 협회 설립 100주년을 기념해 창설 한 상이다.

## 개요
그림, 조각, 건축, 음악, 연극·영상 총 5개 부문에서 뛰어난 인물에게 수여된다. 문화 예술 분야에서 노벨상을 보완하려는 목적이있다. 수상자로는 금메달과 1500만엔이 주어진다. 예년 9월 중순에 수상자가 발표되고, 10월 하순에 메이지 기념관에서 시상식이 열린다. 일본 미술 협회가 후지산케이 그룹에 속해 있는 관계로, 산케이 신문 1면에서 크게 게재되며, 후지 TV에서는 시상식 특별 프로그램을 방송한다.
시상식에는 일본 미술 협회의 총재인 히타치노미야 마사히토 친왕 부부가 참석하며, 하타치노미야 궁에서 수상자 표창 메달이 수여된다. 현재 천황 및 황후가 참석하는 리셉션도 열려 수상자 알현 · 간담회 자리가 마련된다. 또한, 1994년에 백악관에서 빌 클린턴 미국 대통령 부부 주최 리셉션, 1995년과 2000년에는 버킹엄 궁에서 엘리자베스 2세 주최 리셉션, 1996년에는 엘리제 궁에서 자크 시라크 프랑스 대통령 주최 오찬이 열렸다.

## 같이 보기
- 후지 TV
- 산케이 신문